# Comédia zumbi
Comédia zumbi é um gênero cinematográfico que mescla temas de terror e apocalipse zumbi com humor negro e pastelão.
Alguns filmes que retratam bem este tema e conseguem mesclar terror e comédia são Zumbilândia, Todo Mundo Quase Morto e Dança dos Mortos.

## Dança dos mortos
Dança dos Mortos é o terceiro filme da série Mestres do Terror e se passa após a ocorrência de uma Terceira Guerra Mundial que destruiu grande parte do planeta e de sua população. Nesse mundo pós-apocalíptico, cadáveres reanimados são usados como forma de entretenimento no palco da chamada Sala de Perdição. São poucos os sobreviventes dessas guerras biológicas que ainda andam sobre o planeta. É quando uma jovem embarca em uma jornada de terror e pesadelo junto a seu rebelde amigo. Os dois logo se vêem em meio a um ambiente bem mais ameaçador do que jamais pensaram e precisaram lutar com todas as forças e contra os seus piores pesadelos para poder sobreviver a essa terrível situação.

## Todo mundo quase morto
Todo Mundo Quase Morto faz parte da Trilogia Sangue e Sorvete e conta a história de Shaun, um funcionário de vendas de uma loja de eletrônicos que vive uma vida rotineira e entediante, até que, após uma noite de bebedeira, acorda em meio a uma cidade infestada por criaturas devoradoras de carne. Junto a seu melhor amigo Ed, Shaun vê na situação uma oportunidade de se provar como um grande herói e recuperar sua namorada, e decide salvar seus amigos e suas famílias dos zumbis que tomaram conta de Londres.

## Zumbilândia
Em Zumbilândia, o público acompanha a jornada de sobreviventes em um mundo pós-apocalíptico dominado por zumbis tentando encontrar um lugar seguro. Os que conseguir sobreviver à epidemia aprenderam que o melhor é não ter envolvimento emocional com outros sobreviventes, já que qualquer um pode morrer a qualquer momento, e por isso passam a utilizar nomes de cidades conhecidas. O jovem Columbus deseja voltar a sua cidade natal na esperança de encontrar os pais ainda vivos.